# Santuário de Covadonga

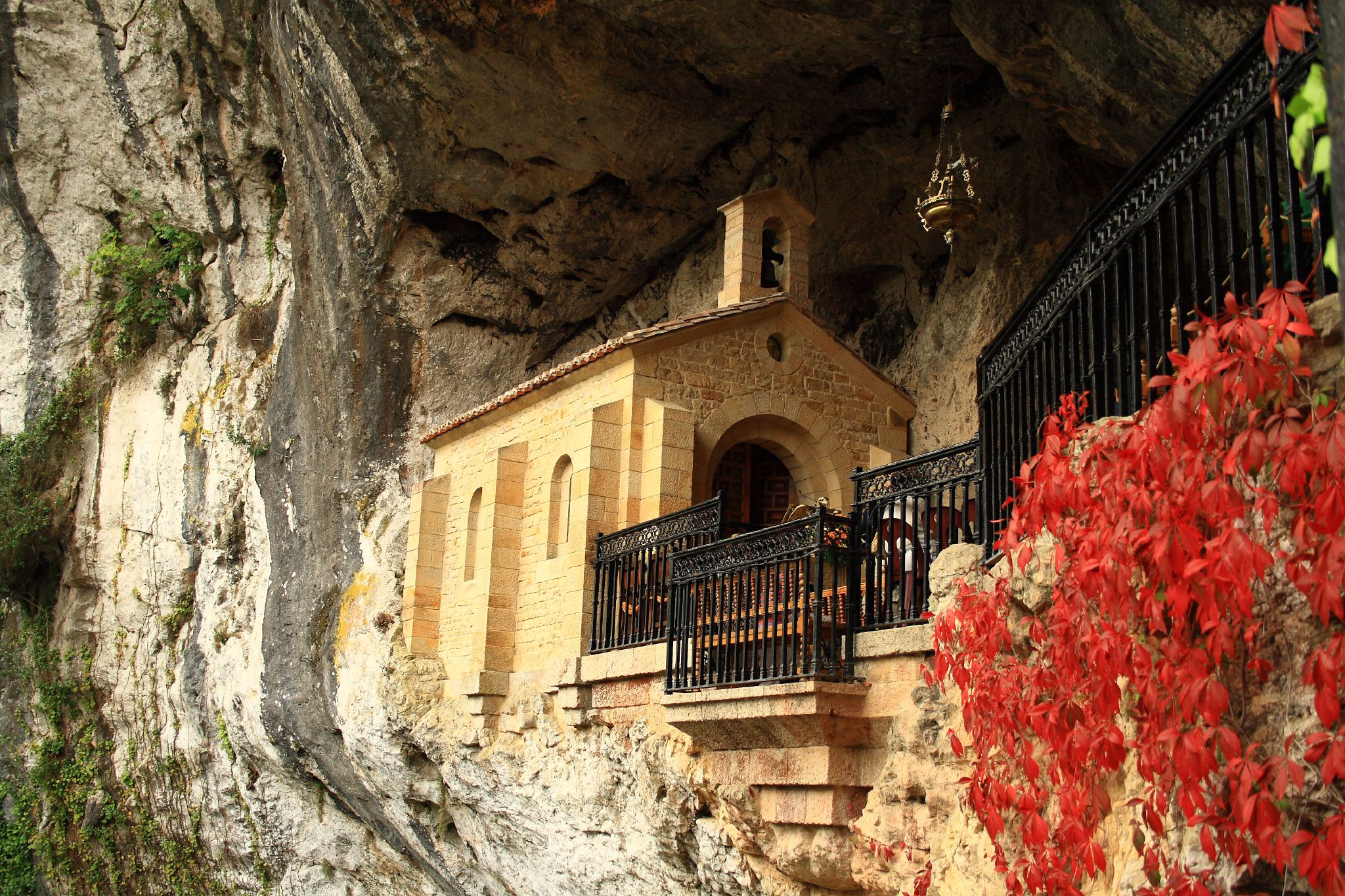
O Santuário de Covadonga.

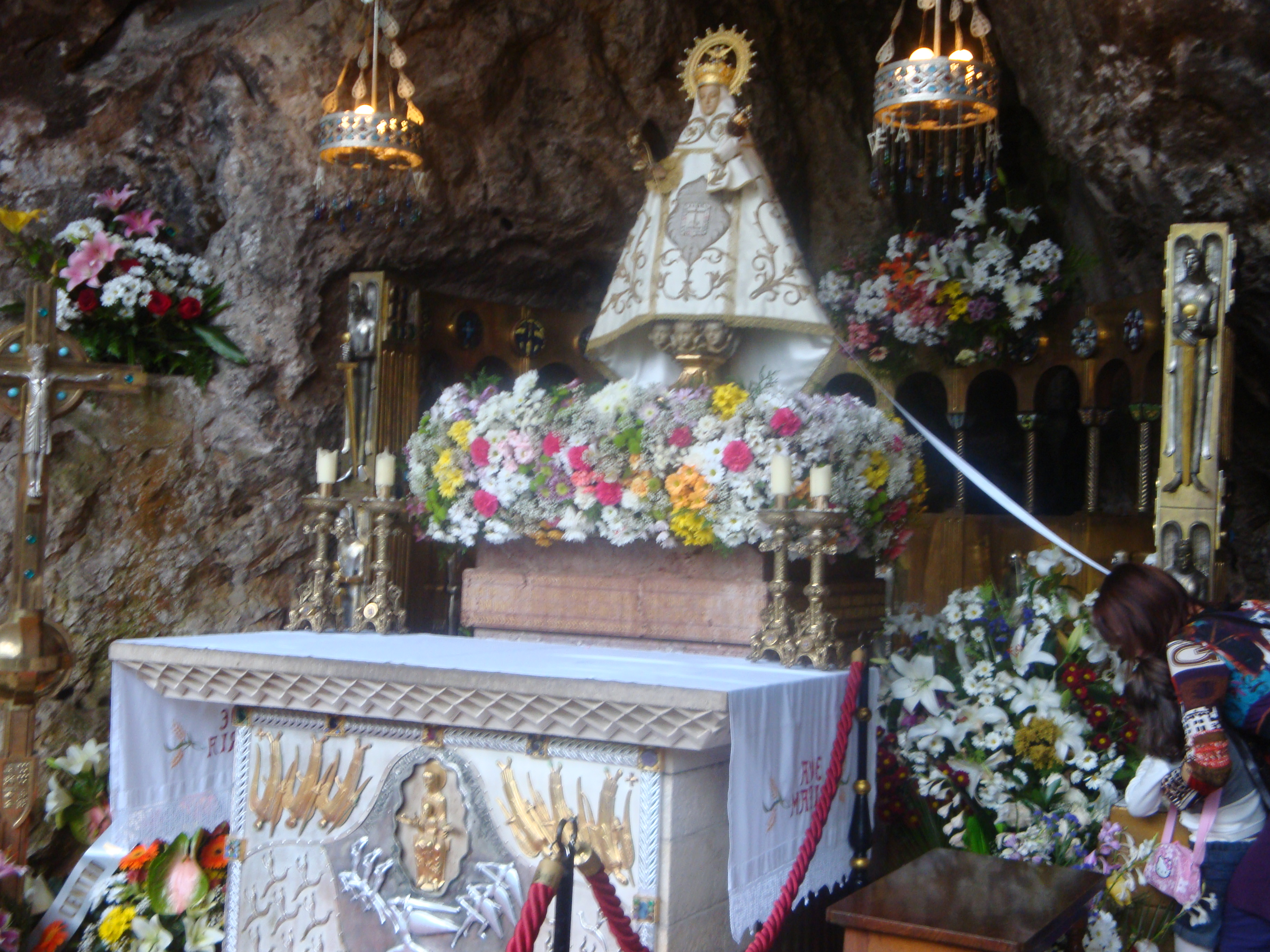
Virgem de Covadonga em sua gruta.

O Santuário de Covadonga (Cuadonga em asturiano) é um santuário católico situado nas Astúrias (Espanha). Se trata de uma gruta nos interiores do Monte Auseva, que dá o nome à paróquia de Covadonga no concelho de Cangas de Onís. 
O significado de «Covadonga» procede de «Cova de onnica» e significa o rio da cova. O sufixo onnica deriva do cético onna ("rio") e conforma na zona numerosos topônimos como Isongo ("rio Is"), Triongo ("três rios"), Candongo ("rio branco"), etc.
A versão tradicional traz o nome do latim «Cova Dominica», ou «Cueva da Senhora» (por estar no lugar dedicado ao culto da Virgen de Covadonga).